# Hoodoo (Magie)
Hoodoo [sprich hudu] ist eine religiöse Lehre mit magischen Ritualen, die sich in ländlichen Südstaaten der Vereinigten Staaten unter der afroamerikanischen Bevölkerung entwickelte. Hoodoo verbindet Elemente afrikanischer und indianischer Magie miteinander, nahm aber auch andere, etwa europäische Einflüsse auf.
Hoodoo-Anhänger glauben, viele Situationen des täglichen Lebens mit Hilfe übernatürlicher Kräfte beeinflussen zu können. Zu den Hoodoo-Praktiken zählen z. B. Weissagungen, Verwünschungen, die Behandlung von Krankheiten sowie Amulette bzw. Talismane, die gegen Unheil schützen oder Glück bringen sollen.
Oft werden Hoodoo und Voodoo als Synonyme angesehen, und beide Begriffe haben möglicherweise auch eine gemeinsame Etymologie. Obwohl beide Praktiken gemeinsame Elemente aufweisen, sind sie doch verschieden. Hoodoo ist wohl vom Voodoo beeinflusst, ist jedoch im Unterschied dazu keine etablierte Religion mit festen Strukturen. Hoodoo ist ein magischer Kult ohne konkreten religiösen Hintergrund, während Voodoo katholische Einflüsse aufweist (so werden etwa katholische Heilige mit afrikanischen Gottheiten identifiziert). Beim Hoodoo wurden Anschauungen und Kultpraktiken der in der Umgebung vorherrschenden Religion aufgenommen. Dazu gehört der Spiritismus, wie er im 19. Jahrhundert in den Vereinigten Staaten aufkam.
Die Bibel gilt im Hoodoo als großes Zauberbuch, besonders Mose wird als machtvoller Beschwörer betrachtet. Die Schöpfung der Welt durch Gottes Wort gilt dem Hoodoo als erstes und höchstes Zauberwerk. Eine verbreitete bibelbezogene Praxis ist etwa, einen Psalm als Abwehrzauber gegen Feinde einzusetzen, indem eine Bibel auf der entsprechenden Seite geöffnet und in einer bestimmten Himmelsrichtung aufgestellt wird.
Eine bekannte Hoodoo-Praktik ist das Tragen eines Mojos, eines Stoffbeutels, der unter der Kleidung versteckt getragen wird und mit magischen Zutaten gefüllt ist. Ein Mojo schützt vor Unheil oder bringt Glück, etwa beim Spiel oder in der Liebe.

## Rezeption in der Populärkultur
Wie das Mojo wird auch Hoodoo selbst oft im Blues zitiert. Beispiele sind die Songs Hoodoo Man von Junior Wells, Hoodoo Man von Birth Control, Hoodoo Woman von Memphis Minnie, Hoodoo Woman von Krokus oder Hoodoo von der britischen Band Muse. Außerdem wird das Wort Hoodoo oft im Song Born on the Bayou von Creedence Clearwater Revival benutzt.
Hoodoo spielt eine entscheidende Rolle in den Filmen Der verbotene Schlüssel (The Skeleton Key) aus dem Jahr 2005 mit Kate Hudson in der Hauptrolle und in Spell des Regisseurs Mark Tonderai aus dem Jahr 2020. Zudem spielt es eine, wenn auch unwesentliche, Rolle in der Serie Supernatural mit Jensen Ackles und Jared Padalecki.